# 820
Évszázadok: 8. század – 9. század – 10. század
Évtizedek: 770-es évek – 780-as évek – 790-es évek – 800-as évek – 810-es évek – 820-as évek – 830-as évek – 840-es évek – 850-es évek – 860-as évek – 870-es évek
Évek: 815 – 816 – 817 – 818 –  819 – 820 – 821 – 822 – 823 – 824 – 825

## Események

### Európa
- V. León bizánci császár testőrparancsnokát (és korábbi barátját), Amorioni Mikhaélt karácsony előtt összeesküvéssel vádolja meg, halálra ítéli, de a kivégzést karácsony utánra halasztja. Mikhaél barátai kórustagnak álcázva magukat rátámadnak a palota kápolnájában imádkozó császárra, akit - bár egy súlyos kereszttel vehemensen védekezik - kardjaikkal meggyilkolnak. A börtönből kiszabadított Mikhaélt I. Theodotosz pátriárka még aznap császárrá koronázza. León négy fiát kasztrálják, majd a többi családtaggal együtt kolostorba zárják. Mikhaél elődjéhez hasonlóan az ikonoklasztázia híve, de jóval toleránsabb nála, felhagy az ikontisztelők üldözésével és szabadon engedi azokat, akiket bebörtönöztek.
- A frankok legyőzik az ellenük lázadó Ljudevit horvátországi szláv fejedelem seregét. Ljudevit egy hegyi erdőbe vonul vissza, amelyet a frankok egy ideig ostromolnak, majd a soraikban pusztító járvány miatt visszavonulnak.
- Meghal Causantín mac Fergusa, a piktek királya. Utóda öccse, II. Óengus.

### Kína
- Hszian-cung császár belehal az alkímiai elixírek fogyasztásába, amiknek halhatatlanná kellett volna tenniük őt. Utódja fia, Li Jou, aki a Mu-cung uralkodói nevet veszi fel. Rövid uralma alatt megkezdődik a Tang-dinasztia hanyatlása és a regionális katonai kormányzók megerősödése.

## Születések
- I. Adalbert, toszkán őrgróf
- Ánandavardhana, indiai filozófus
- I. Asot, örmény király
- Valíd ibn Ubajd Alláh al-Buhturi, arab költő
- Ibn Hordadbeh, perzsa geográfus
- Rhodri Mawr, Gwynedd királya

## Halálozások
- február 14. - Tang Hszian-cung, kínai császár
- december 25. – V. León, bizánci császár
- Ádi Sankara, indiai filozófus
- Al-Sáfií, muszlim teológus, jogtudós
- Causantín mac Fergusa, pikt király

## Fordítás
- Ez a szócikk részben vagy egészben  a(z)   820 című angol Wikipédia-szócikk ezen változatának fordításán alapul.  Az eredeti cikk szerkesztőit annak laptörténete sorolja fel. Ez a jelzés csupán a megfogalmazás eredetét és a szerzői jogokat jelzi, nem szolgál a cikkben szereplő információk forrásmegjelöléseként.